# Lous and the Yakuza
Lous and the Yakuza, pseudonimo di Marie-Pierra Kakoma (Lubumbashi, 27 maggio 1996), è una cantautrice e modella della Repubblica Democratica del Congo naturalizzata belga.
Il suo nome d'arte deriva dalla combinazione tra l'anagramma della parola soul, che in inglese significa anima, e Yakuza, nota organizzazione criminale giapponese.

## Biografia
Nasce a Lubumbashi, nella Repubblica Democratica del Congo, da genitori medici: il padre era un ginecologo, mentre la madre era una pediatra. Quest'ultima, a causa della sua etnia ruandese, è stata in prigione per due mesi nel 1998 durante la seconda guerra del Congo. Dopo la scarcerazione, la famiglia Kakoma si trasferisce a Bruxelles prima nel 2000 e poi, dopo un breve ritorno nel Ruanda, nel 2011 in maniera definitiva.
Nel 2014, al compimento della maggiore età, ottiene la cittadinanza belga.

## Carriera
La sua carriera inizia nel 2015 quando viene scoperta dal suo manager Miguel Fernandez tramite alcune canzoni pubblicate su internet. Due anni dopo, grazie alla popolarità ottenuta soprattutto nella scena underground belga, firma un contratto con la Columbia Records. Il 15 giugno 2018 collabora, insieme al duo di musica elettronica BSSMNT, al brano Le redicule ne tue pas.
Tra settembre 2019 e marzo 2020 pubblica tre singoli: Dilemme, Tout est gore e Solo. Il 2 aprile, insieme a Tha Supreme e Mara Sattei, realizza il remix di Dilemme; tale collaborazione le permette di raggiungere la terza posizione della classifica dei singoli italiana e successivamente ottenere la certificazione di platino per la suddetta canzone. Il 16 ottobre seguente viene pubblicato il suo primo album in studio intitolato Gore e composto da dieci tracce.
Alla fine del 2020 pubblica il singolo Amigo, il 16 gennaio 2021 ne realizza un remix, dal titolo Amigo Remix, in collaborazione con Joey Badass.
Il 26 febbraio 2021 pubblica il singolo Je ne sais pas in collaborazione con il rapper italiano Sfera Ebbasta. Il successivo 4 marzo partecipa come ospite al Festival di Sanremo, eseguendo il brano Mi sono innamorato di te di Luigi Tenco insieme alla cantante Gaia nella serata dedicata ai duetti.

## Discografia

### Album in studio
- 2020 – Gore
- 2022 – Iota

### Singoli
- 2019 – Dilemme
- 2019 – Tout est gore
- 2020 – Solo
- 2020 – Dilemme Remix (con Tha Supreme e Mara Sattei)
- 2020 – Bon acteur
- 2020 – Laisse-moi (feat. Hamza)
- 2020 – Amigo
- 2021 – Amigo Remix (con Joey Badass)
- 2021 – Je ne sais pas (con Sfera Ebbasta)
- 2021 – Sable (con L'Or du Commun)
- 2022 – Kisé
- 2022 – Monsters
- 2022 – Handle Me (feat. Adekunle Gold)
- 2022 – Hiroshima

### Collaborazioni
- 2018 – Le ridicule ne tue pas – BSSMNT feat. Lous and The Yakuza
- 2022 – Mascarade – Yendry feat. Lous and the Yakuza